# Орден Благородної Бухари
Орден «Благородної Бухари», Бухарський орден Золотої Зірки (рос. О́рден Благоро́дной Бухары́, Буха́рская золота́я звезда́) — нагорода заснована бухарським еміром Саїд Музафарудін Бахадур Ханом. За основу орденського знаку взята зірка.

## Історія
В історії відзнак Бухарського емірату (1747—1920 рр.) посідає почесне місце — це перша державна нагорода, встановлена еміром. Заснований 1881 року (від 1868 емірат перебував під протекторатом Російської імперії). Від 1885 року вручали і підданим імперії, які до 1893 р. не мали права публічно носити цю нагороду.
Орден мав 8 ступенів: 3 золотих, 3 срібних, 2 — вищого класу (золота зірка з діамантами і золота зірка з алмазами).
1893 р. орден «Благородної Бухари» був введений у нагороджувальну систему Росії.